# Абдульменево
Абдульме́нево (рос. Абдульменево, удм. Бігер починка) — присілок в Малопургинському районі Удмуртії, Росія.
Назване на честь Масабіха Абдульменева.
Урбаноніми:
- вулиці — Закіра Султанова, Янгаліф

## Населення
Населення — 95 осіб (2010; 79 в 2002).
Національний склад станом на 2002 рік:
- татари — 82 %